# Дебър (община)
 Тази статия е за общината в Северна Македония.  За общината в Албания вижте Дебър (община в Албания).  
Дебър (на албански: Komuna e Dibrës; на македонска литературна норма: Општина Дебар) е община, разположена в северозападната част на Северна Македония и обхваща селата в македонската част на областта Дебър (Горни Дебър), две села от Голо бърдо (Отишани и Джепище) и от 2004 година и три от селата в Мала Река (Могорче, Осой и Гари), които преди това са част от община Ростуша.
Център на общината е град Дебър, като освен него в нея влизат още 17 села. Общината има площ от 145,67 km2 и гъстота на населението 134,15 жители на km2. Общината има 19 542 жители, от които 62,2% са албанци, 18,8% македонци, 11% турци, 6,3% цигани и 1,7% са от други националности.

## Структура на населението
Според преброяването от 2002 година община Дебър има 19 542 жители.
| Етническа принадлежност | Процент |
| македонци               | 20,01%  |
| албанци                 | 58,07%  |
| турци                   | 13,73%  |
| роми                    | 5,53%   |
| власи                   | 0,01%   |
| сърби                   | 0,11%   |
| бошняци                 | 0,02%   |
| други                   | 2,52%   |